# Juma B. Barratxina
Josep Maria Bigatà Barratxina (Sabadell, 1994), més conegut pel seu nom artístic de Juma B. Barratxina, és un poeta català.
El seu primer poemari, Un estany que vessa (Edicions Tres i Quatre, 2021), va guanyar el Premi de Poesia Senyoriu d'Ausiàs March de Beniarjó l'any 2021. Un any abans, el 2020, va ser finalista del Certamen Art Jove de poesia Salvador Iborra juntament amb altres poetes com Laura Torres Bauzà o Jeroni Mas Fiol, que en va ser el guanyador. És fundador, amb el poeta valencià Joan Deusa, de la Poetry Spam, revista antipoètica de treballadorXs precariXs i desocupaXs.
Va ser jurat del premi de poesia Pare Miret 2023 de Beniopa juntament amb Maria Josep Escrivà i Anna Gascón. Ha actuat al Festival Barcelona Poesia, al Festival Límbic d'Òmnium Cultural a Terrassa (acompanyant un recital d'Antònia Vicens) i a la cinquena edició del festival Els Vespres Malgastats a Centelles, entre d'altres.